# Улица Революции 1905 года (Воронеж)
У́лица Револю́ции 1905 го́да — улица в Ленинском районе города Воронеж. Начинается от Кольцовской улицы и заканчивается на улице Девицкий выезд.
Улица пересекает улицы Карла Маркса, Средне-Московскую, Плехановскую, Мало-Московский переулок, 9 Января и Свободы.
От улицы Революции 1905 года начинаются Мельничный переулок и улица Бакунина.
На улице заканчиваются улицы Комиссаржевской, Куколкина, Куцыгина и Красноармейская.

## История
Впервые улица обозначена в середине XIX века под названием Пограничная. Такое название было связано с тем, что она находилась на окраине города и граничила с Ямской слободой.
Самая старая часть улицы находилась между Комиссаржевской и Бакунинской улицами. Она была плохо благоустроена, застроена одноэтажными деревянными домами. Возле дома № 3 улицу пересекала сточная канава, через которую в 1879 году устроили переездной мостик. Здесь к улице примыкает Мельничный переулок. Его название связано с находившейся здесь паровой мельницей «Второго товарищества русских мукомолов». В конце улицы находились промышленные предприятия и ипподром «Новый бег».
В 1891 году здесь был основан маслобойный завод товарищества «Н. А. Клочков и К°» и мыловаренный завод братьев Михайловых. Поэтому селились здесь в основном мастеровые и рабочие. Во время Первой мировой войны, в 1914 году, мыловаренный завод стал трубочным заводом Вильгельма Германовича Столля. На заводе работали Андрей Платонов и Самуил Маршак. В начале XX века на месте завода Столля был основан жиркомбинат «Воронежский», который в 1926 году был преобразован в завод «Финист». Сегодня на месте бывшего завода возвебены жилые многоэтажные дома.
На углу с улицей 9 Января в начале XX века был расположен старейший трамвайный парк города. Он был построен тоже по проекту архитектора Замятнина, в 1914—1915 гг. на территории бывшего бега (ипподрома), но начал работу лишь в 1926 году и просуществовал до 2013 года.
В 1925 году Пограничная улица была переименована в улицу Революции 1905 года. В октябре 1905 года рабочие с завода Столля вышли на улицу и присоединились к рабочим с завода братьев Веретенниковых с требованиями к власти улучшить их условия труда (мемориальная доска установлена на д. 4, в 1922 году перенесена на противоположную сторону улицы).
На д. 31 по улице, у проходной комбината «Финист», была установлена мемориальная доска с текстом «Здесь, на бывшем трубочном заводе в 1916 году работал писатель Андрей Платонов». В 2012 году в связи со сносом здания доска была снята и передана в Воронежский областной литературный музей.

## Здания и сооружения
- Корпус Воронежской офтальмологической больницы, основанной в 1898 году. Построена в 1911 году стиле модерн было построено архитектором Михаилом Николаевичем Замятниным на средства крупного воронежского промышленника Вильгельма Германовича Столля. На фасаде здания находится барельеф на тему библейской притчи «исцеление слепого».
- Самый старый дом на улице был построен в 1873 году. Принадлежал он купцу, промышленнику, городскому главе и видному общественному деятелю Антону Родионовичу Михайлову, который был другом поэта Ивана Саввича Никитина, издателем посмертного двухтомного собрания его сочинений. Именно Михайлов пригласил Якова Маршака на работу мастером на свой мыловаренный завод.
- На углу с улицей Карла Маркса находится, основанный в 2012 году, народный музей Есенина.